# Protagòrides
Protagòrides (en grec antic: Πρωταγορίδης) fou un historiador de l'antiga Grècia segurament nascut a Cízic. Només és conegut perquè l'esmenta Ateneu de Nàucratis, que dona el nom de tres de les seves obres:
1. Περὶ Δαφνικῶν ἀγώνων, sobre els jocs de Dafne, prop d'Antioquia
2. Κωμικαὶ Ιστορίαι, històries de la comèdia
3. Ακροάσεις ἐρωτικαὶ, contes eròtics.[1]